# Rendition
Rendition, Inc. war ein US-amerikanischer Hersteller von Grafikchips in den 1990er Jahren. Unternehmens-Ziel war die Entwicklung und der Verkauf von hochwertigen Grafikchips für den Low-Cost-Markt.

## Geschichte
Rendition wurde im Januar 1993 in Mountain View, Kalifornien gegründet und dort beheimatet. Nachdem mehrere Produkte unter dem Markennamen Rendition Vérité auf den Markt gebracht wurden, wurde Rendition am 14. September 1998 von Micron Technology übernommen und als „Integrated Technology Group“ (ITG) in das Unternehmen eingegliedert. In der Folge wurden neue Grafikchips angekündigt, allerdings wurde kein Produkt mehr auf den Markt gebracht. Einige Zeit später wurde die Entwicklung von Grafikchips dann beendet.

## Produkte

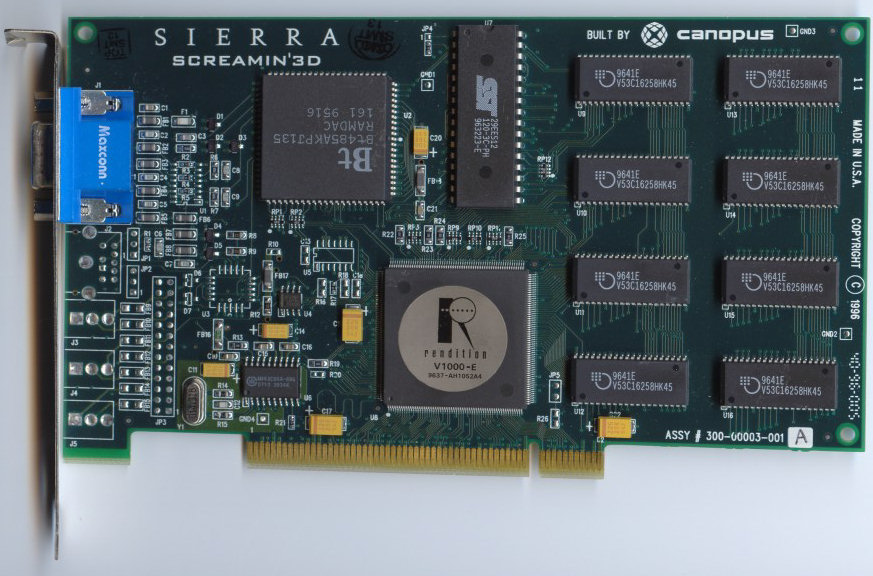
Grafikkarte Sierra Screamin’ 3D mit Vérité V1000.

Rendition brachte folgende Produkte auf den Markt:
- Vérité V1000
- Vérité V2100
- Vérité V2200

Diese Grafikchips wurden angekündigt, aber nicht auf den Markt gebracht:
- Vérité V3300
- Vérité V4400E

## Programmierschnittstelle
Wie in der damaligen Zeit üblich, als es noch keine standardisierten Programmierschnittstellen (API) für 3D-Grafik wie Direct3D oder OpenGL gab bzw. diese noch nicht verbreitet waren, entwickelte Rendition seine eigene Programmierschnittstelle, um die Fähigkeiten der eigenen Hardware ausreizen zu können. Die erste war Speedy3D für DOS-basierte Spiele, welche dann kurze Zeit später durch RRedline für Windows ersetzt wurde. Wie 3dfx veröffentlichte Rendition die Spezifikationen für seine Schnittstellen, um die Verbreitung bei Spieleentwicklern entsprechend zu erhöhen. Die entsprechenden SDKs sind nach wie vor von der ITG erhältlich.
Folgende bekannte Spiele wurde mit einer entsprechenden API von Rendition ausgestattet:
- Grand Prix Legends
- IndyCar Racing II
- NASCAR Racing 2
- Descent II
- Die Myth-Reihe
- Quake
- Quake II
- Tomb Raider

## Speicher
Im Jahr 2006 wurde der Markenname Rendition von Micron Technology für Speicherprodukte wiederbelebt. Diese Produkte sind ähnlich wie die der Marke Crucial ausgelegt, allerdings ohne den zusätzlichen Service von Crucial zu bieten.